# Rhipidomys caucensis
Rhipidomys caucensis é uma espécie de roedor da família Cricetidae.
Apenas pode ser encontrada na Colômbia.
É encontrada em florestas nubladas em altitudes de 2200 - 3500m.